# Dorothea von Montau

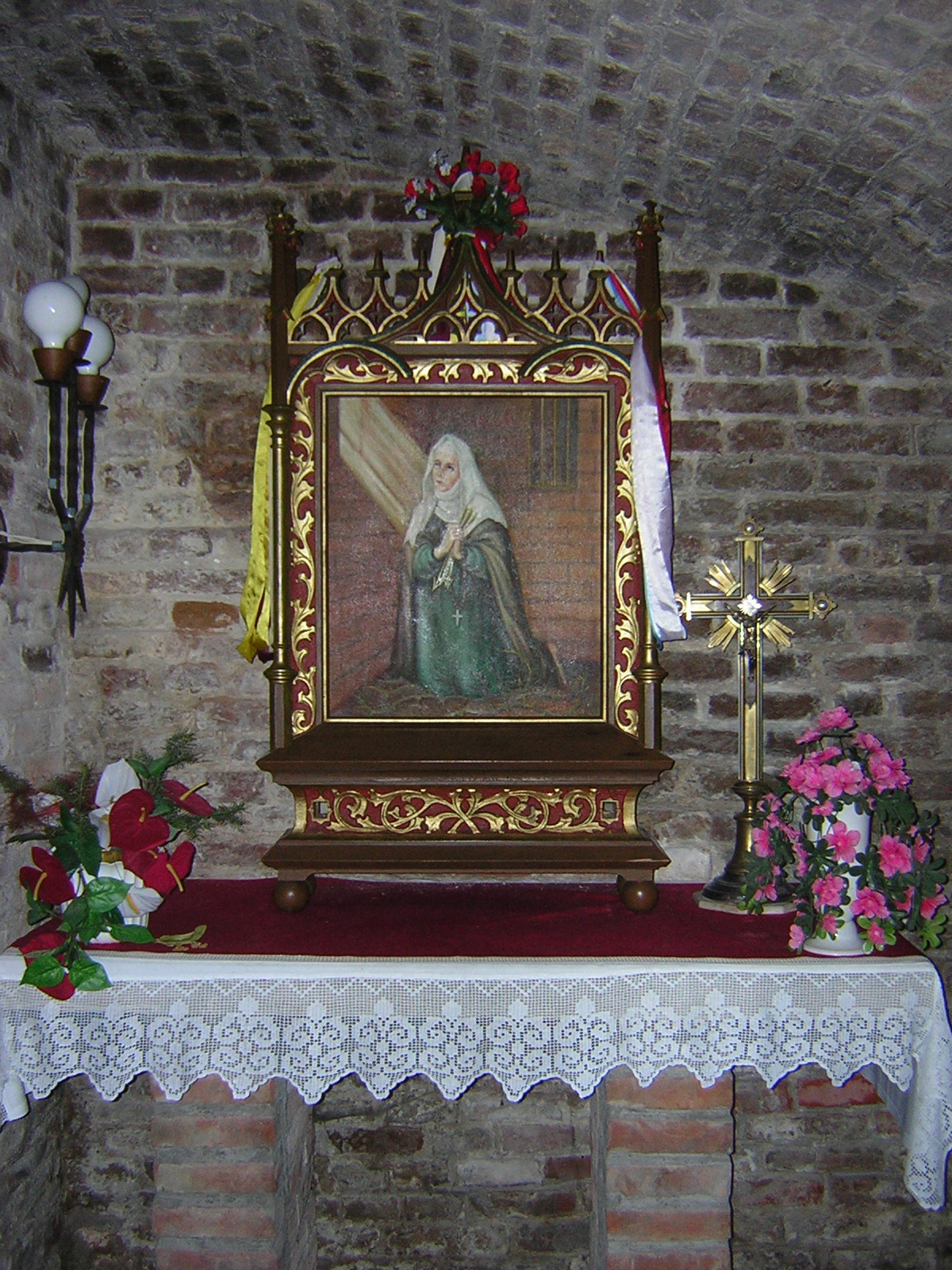
Das Inklusorium der hl. Dorothea in Marienwerder

Dorothea von Montau (eigentlich Dorothea Swartze)  (* 6. Februar 1347 in Groß Montau; † 25. Juni 1394 in Marienwerder) war eine Eremitin und Mystikerin. Sie wird in der römisch-katholischen Kirche als Heilige verehrt und gilt als Patronin des Deutschen Ordens und Preußens.

## Leben und Wirken
Dorothea von Montau entstammte einer vermögenden Bauernfamilie. Als siebenjähriges Kind wurde sie bei einem Unfall mit kochendem Wasser verbrüht und starb fast. Bereits in der Kindheit begann Dorothea damit, sich Kasteiungen und asketische Übungen aufzuerlegen. Sie führte vor dem Kreuz Kniefälle (Venien) unter Anleitung ihrer Mutter aus und wollte in der Fastenzeit keine Milchspeisen zu sich nehmen, obwohl sie dem Alter nach noch nicht zum Fasten verpflichtet gewesen wäre. Darüber hinaus berichtet ihr Biograph von Selbstverbrühungen, extremem Fasten, Verwundung der Füße, Schlafen in der Kälte und weiteren Praktiken.
Auf Drängen ihrer Familie heiratete Dorothea einen Waffenschmied aus Danzig. Der Ehe entstammten neun Kinder, von denen nur eine Tochter (die später Ordensfrau in Kulm wurde) die Pest und andere Krankheiten überlebte. Kurz nach der Hochzeit hatte Dorothea von Montau die ersten Visionen. In ihren Berichten über diese mystischen Erfahrungen heißt es:
„[…] von großer Wollust wurde Leib und Seele hinfließend, und die Seele floß von großer hitziger Liebe und Wollust gerade so wie ein Erz, das geschmolzen war, und wurde eins im Geiste mit unserem lieben Herrn.“
Wie andere heiliggesprochene Ehefrauen habe Dorothea mit Selbstverletzungen ihre Wollust bekämpft, die zu ihrer Zeit in der Kirche als Sünde galt. Die Offenbarungen der Heiligen Birgitta von Schweden hatten einen großen Einfluss auf Dorotheas Erfahrungen als Mutter und Hausfrau. Das Ehepaar verkaufte 1384 seine gesamten Besitztümer und pilgerte zu verschiedenen Wallfahrtsorten im deutschen Reich, inklusive nach Aachen. Nach dem Tode ihres Ehemannes im Jahre 1389 oder 1390, sie befand sich zu dem Zeitpunkt in Rom, siedelte Dorothea nach Marienwerder über. Dort begegnete sie dem Domdekan und Deutschordenspriester Johannes Marienwerder, ihrem zukünftigen Beichtvater und Biographen. 1391 wurde ihr in Danzig die Verbrennung als Hexe angedroht, da sie angeblich im Glauben irrte. Ihr wurden die in ihren Beichtgesprächen berichteten Visionen vorgehalten. Eine drohende Verbrennung konnte ihr Beichtvater Johannes von Marienwerder gerade noch verhindern. Dieser schrieb auch ihre Visionen auf. Dorothea verschenkte ihr Vermögen und zog sich bis zu ihrem Lebensende als Reklusin in eine Zelle zurück, die an den Gebäudekomplex des Domes von Marienwerder angebaut worden war. Eingemauert in ihrer Zelle, empfing sie jeden Tag die Beichte und die Eucharistie, bis sie von ihrem Beichtvater tot in der Klause aufgefunden wurde.

## Rezeption
Am 30. Oktober 1394, nur kurze Zeit nach Dorotheas Tod, wurden ihre Gebeine in einem ausgemauerten Grab in der Krypta des Domes beigesetzt. Der Bischof von Pomesanien ließ um 1400 bereits einen Reliquienschrank anlegen, mit dem offensichtlichen Ziel, ihre regionale Verehrung zu fördern.
Die Lebensbeschreibung Dorotheas durch Johannes Marienwerder war erstmals als Inkunabel 1492 in Marienburg erschienen, gedruckt von Jakob Karweyse. Sie fand Eingang in die Erzählliteratur. So verarbeitete Günter Grass ihre Geschichte in seinem 1977 erschienenen Roman Der Butt aus der Sicht ihres verbitterten Ehemanns.
Papst Paul VI. sprach Dorothea von Montau 1976 heilig; der kurz nach ihrem Tode angestrengte und vom Deutschen Orden unterstützte Heiligsprechungsprozess war seit dem Jahre 1404 nicht weiter betrieben und erst 1955 wieder aufgenommen worden.